# Hersilia setifrons
Espèce
Hersilia setifrons est une espèce d'araignées aranéomorphes de la famille des Hersiliidae.

## Distribution
Cette espèce se rencontre en Afrique du Sud, au Zimbabwe, en Namibie et en Angola.

## Description
Les mâles mesurent de 4,9 à 7,44 mm et les femelles de 5,7 à 10,4 mm.

## Publication originale
- Lawrence, 1928 : « Contributions to a knowledge of the fauna of South-West Africa VII. Arachnida (Part 2). » Annals of the South African Museum, vol. 25, p. 217-312.